# راه‌پیمایی فضایی

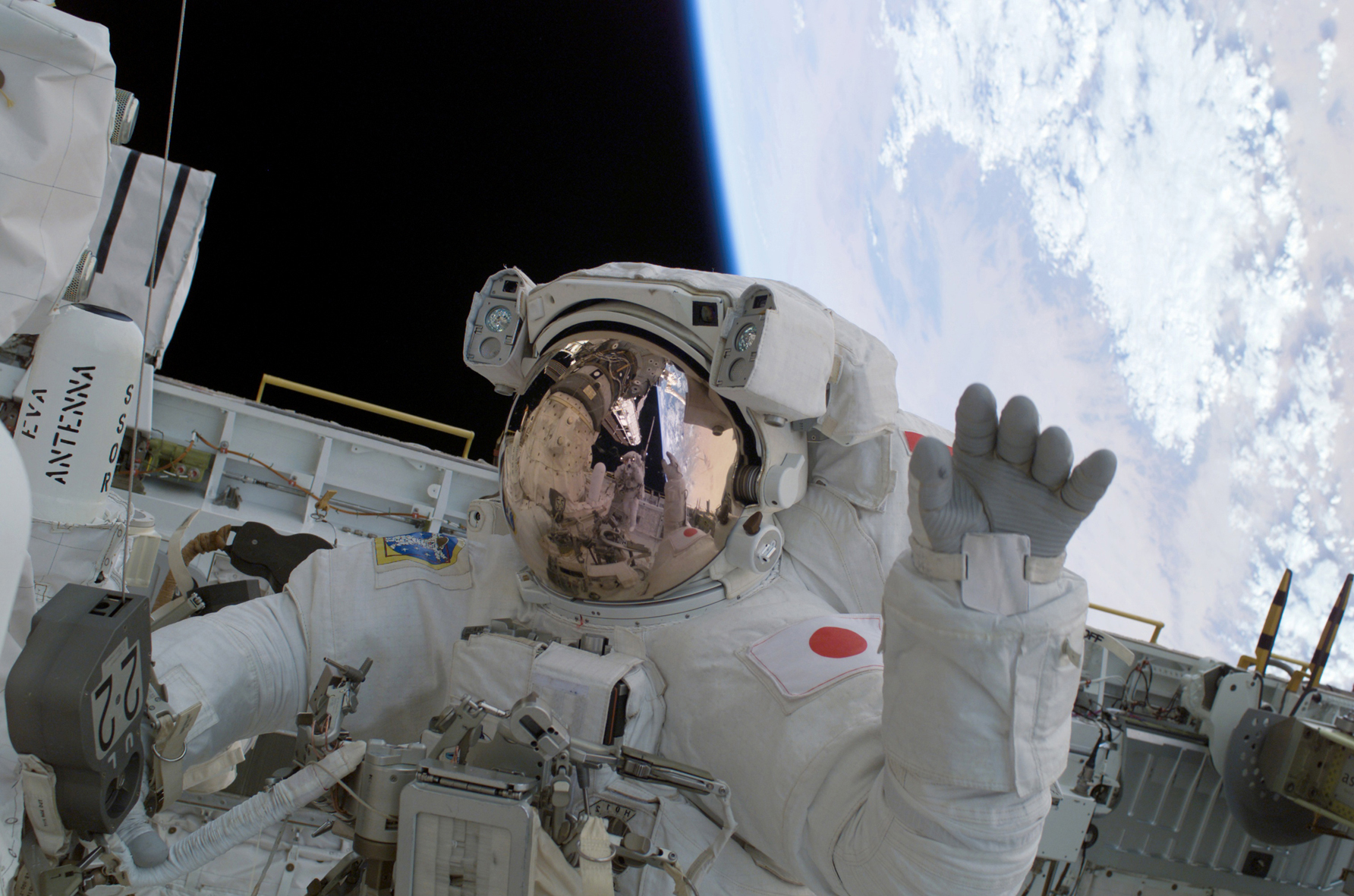
سوئیچی ناگوچی فضانورد ژاپنی در حال راهپیمایی فضایی پس از خروج از فضاپیمای دیسکاوری

راهپیمایی فضایی، فعالیت بیرون از سفینه، یا فعالیت برون ناوی ( EVA) به عملیات خروج فضانورد از فضاپیما گفته می‌شود. این اصطلاح نه تنها برای فضانوردانی که در مدار زمین از فضاپیما خارج می‌شوند، بلکه برای فضانوردانی که بر روی ماه راهپیمایی کردند نیز به کار می‌رود. فضانوردانی که اقدام به راهپیمایی فضایی می‌کنند، باید لباس فضایی ویژه‌ای بپوشند که آن‌ها را در خلأ فضا و در مقابل تشعشعات خطرناک کیهانی محافظت کند.
فضانوردان در هنگام راهپیمایی فضایی ممکن است با «کابل عایق اطمینان» به فضاپیمای خود متصل باقی بمانند. کابل عایق اطمینان باقی ماندن فضانورد در نزدیکی فضاپیما را تضمین و بازگشت او را به داخل سفینه تسهیل می‌کند. برخی از لباس‌های فضایی به گونه‌ای طراحی شده‌اند که هوای مورد نیاز فضانورد را از طریق لوله‌ای که در کابل عایق اطمینان جاسازی شده دریافت می‌کنند. در این صورت به کابل عایق اطمینان «کابل بند نافی» گفته می‌شود. علاوه بر هوا، ممکن است اقلام دیگر مورد نیاز برای زندگی و کار فضانورد، مانند الکتریسته و آب، نیز از درون کابل بند نافی به لباس فضایی منتقل شود.
در برخی از راهپیمایی‌های فضایی، از کابل عایق اطمینان استفاده نمی‌شود و فضانورد از ابزارهای دیگری برای بازگشت به فضاپیما استفاده می‌کند. در این موارد شانس نجات فضانوردان در صورت بروز اتفاقات ناگهانی خیلی پایین است.

## گام‌های بزرگ در راهپیمایی فضایی

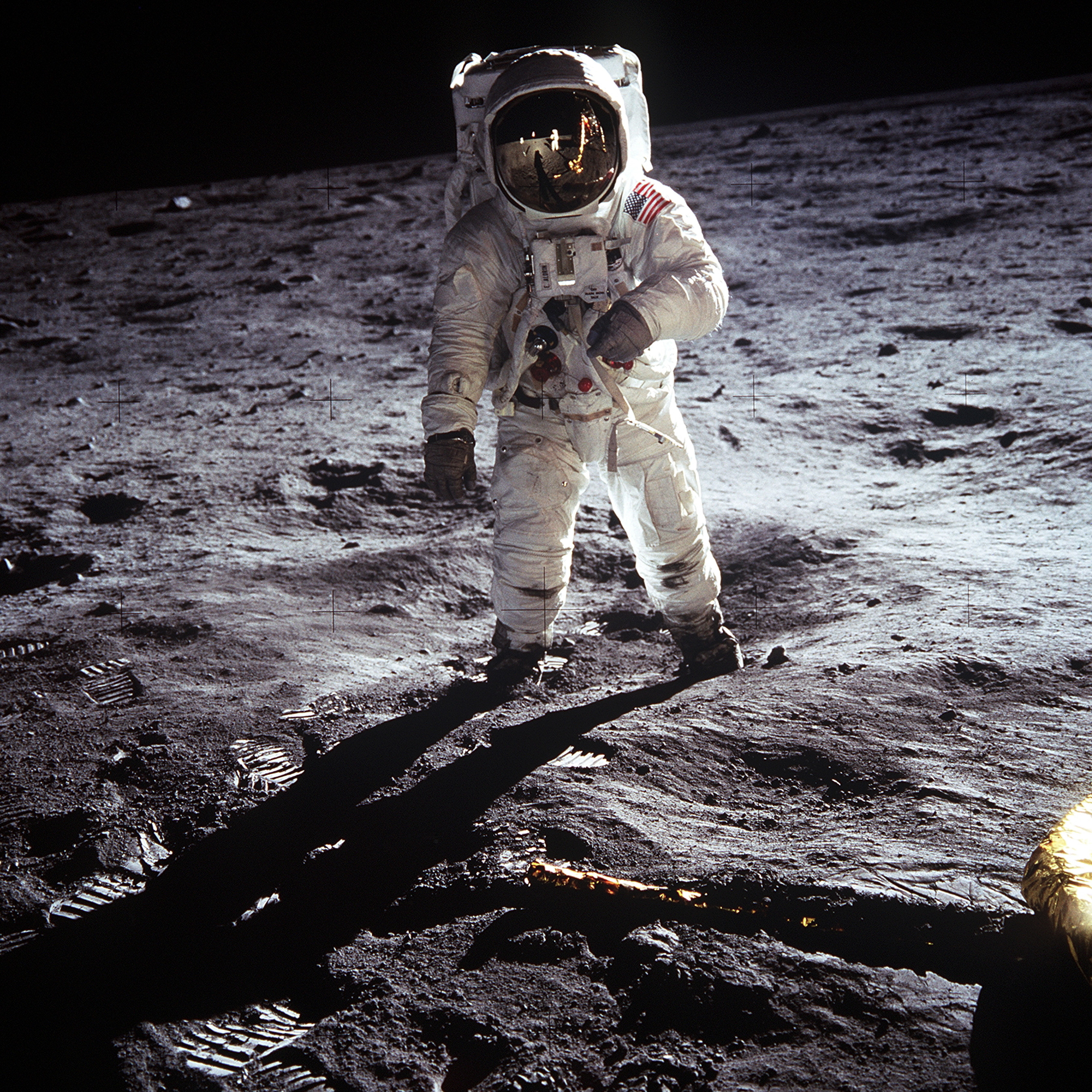
راهپیمایی فضایی باز آلدرین روی ماه در مأموریت آپولو ۱۱

- نخستین راهپیمایی فضایی در ۲۷ اسفند ۱۳۴۳ (۱۸ مارس ۱۹۶۵) توسط الکسی لئونوف کیهان‌نورد روسی و پس از خروج وی از فضاپیمای واسخود-۲ انجام شد.
- نخستین راهپیمایی فضایی روی ماه در ۲۹ تیر ۱۳۴۸ (۲۰ ژوئیه ۱۹۶۹) توسط نیل آرمسترانگ فضانورد آمریکایی در طی مأموریت آپولو ۱۱ و پس از خروج وی از ماه‌نشین آپولو (موسوم به «عقاب») انجام شد. دقایقی بعد، باز آلدرین هم به آرمسترانگ پیوست. راهپیمایی فضایی این دو نفر به مدت ۲ ساعت و ۳۲ دقیقه به طول انجامید.
- نخستین راهپیمایی فضایی بدون استفاده از کابل اطمینان در مدار زمین در تاریخ ۱۸ بهمن ۱۳۶۲ (۷ فوریه ۱۹۸۴) توسط بروس مک‌کندلس فضانورد آمریکایی پس از خروج وی از فضاپیمای چلنجر انجام شد. پس از دقایقی، رابرت استوارت هم به او پیوست. راهپیمایی فضایی این دو فضانورد ۵ ساعت و ۵۵ دقیقه به طول انجامید.
- نخستین فضانورد زن که اقدام به راهپیمایی فضایی کرد، اسوتلانا ساویتسکایا کیهان‌نورد روسی بود. وی در تاریخ ۳ مرداد ۱۳۶۳ (۲۵ ژوئیه ۱۹۸۴) از ایستگاه فضایی سالیوت-۷ خارج شد و راهپیمایی او در مدار زمین به مدت ۳ ساعت و ۳۵ دقیقه به طول انجامید.
- طولانی‌ترین عملیات راهپیمایی فضایی به مدت ۸ ساعت و ۵۶ دقیقه توسط سوزان هلمز فضانورد آمریکایی در تاریخ ۲۱ اسفند ۱۳۷۹ (۱۱ مارس ۲۰۰۱) انجام شد.[۲]
- آناتولی سولوویف فضانورد روسی با ۱۶ راهپیمایی دارای رکورد بیشترین تعداد راهپیمایی فضایی است. وی رکورددار بیشترین ساعات راهپیمایی فضایی نیز هست: ۱۶ راهپیمایی فضایی او جمعاً ۸۲ ساعت و ۲۲ دقیقه به طول انجامیده‌اند.

## تعاریف راهپیمایی فضایی
به خاطر تفاوت تاریخی در طراحی و برنامه‌ریزی در سامانه‌های فضایی روسیه و آمریکا، تعریف راهپیمایی فضایی از دید روس‌ها و آمریکاییان یکسان نیست. بر اساس تعریف روسیه، راهپیمایی فضایی وقتی آغاز می‌شود که فضانورد در محیط بدون فشار هوا (خلأ) در خارج از فضاپیما قرار گرفته باشد. فضاپیماهای نسل دوم شوروی مانند واسخود در بخش خارجی خود دارای محفظه هوایی ویژه‌ای بودند. فضانورد ابتدا وارد آن محفظه می‌شد و پس از تخلیه هوای محفظه، عملیات راهپیمایی فضایی با قرار گرفتن وی در خلأ و خروج از محفظه آغاز می‌گشت.
فضاپیماهای آمریکایی دارای محفظه هوایی ویژه نبودند و برای آغاز راهپیمایی فضایی باید هوای کابین فضانوردان کاملاً تخلیه می‌شد. به همین علت برای فضانوردان آمریکایی، آغاز راهپیمایی فضایی وقتی است که لباس ویژهٔ راهپیمایی فضایی به اصطلاح عملیاتی شده باشد، یا به عبارت دیگر استفاده از باتری‌هایش را شروع کرده باشد.

## خطرات راهپیمایی فضایی

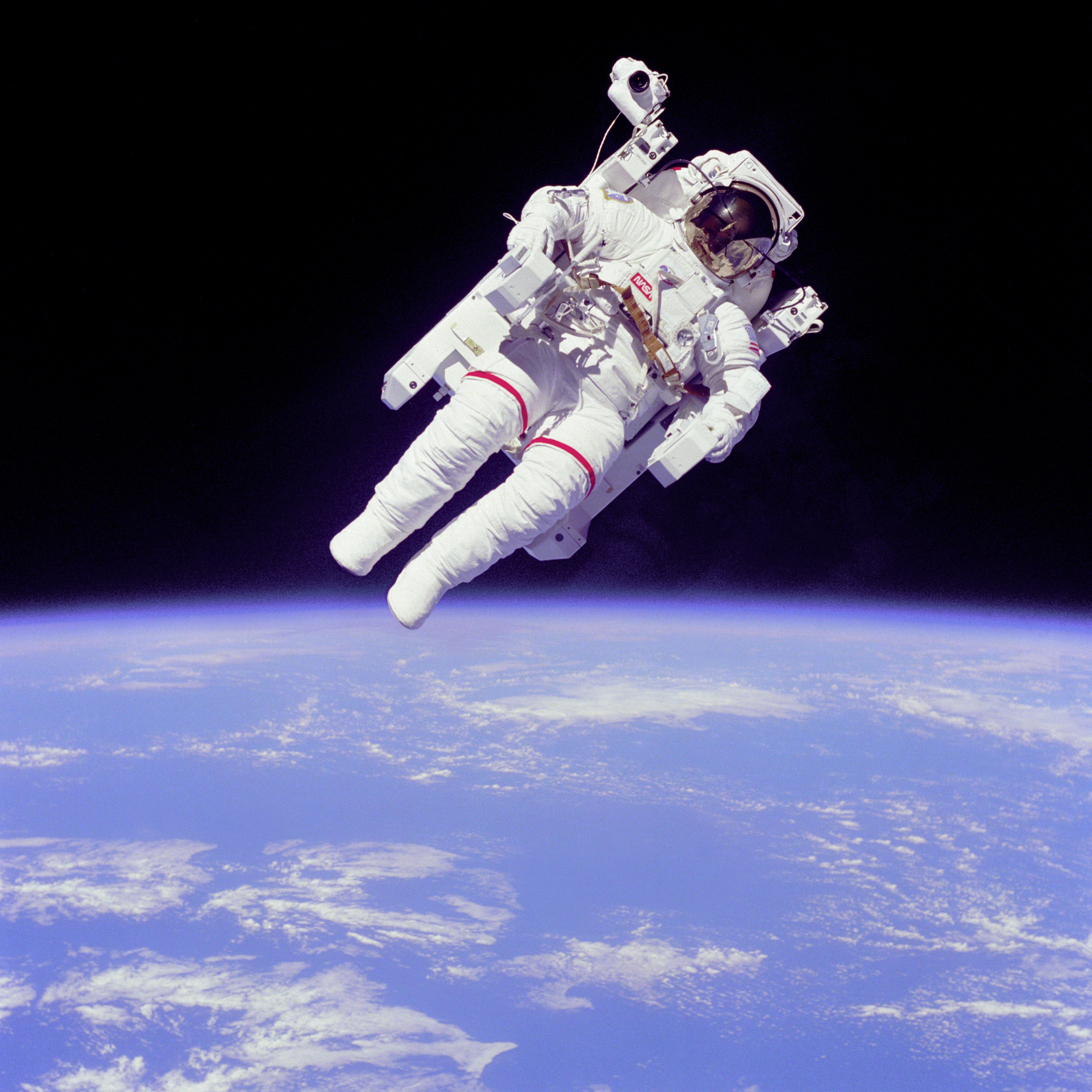
بروس مک‌کندلس در اولین راهپیمایی فضایی بدون کابل اطمینان

### برخورد با پسماندهای فضایی
راهپیمایی فضایی ریسک‌ها و خطرهای زیادی به همراه دارد. مهم‌ترین ریسکی که فضانورد در هنگام راهپیمایی فضایی با آن روبرو است، برخورد با خرده زباله‌های فضایی است. فضاپیماها و سایر مدارگردها در مدار زمین با سرعت بسیار بالایی در حرکت هستند؛ برای مثال سرعت حرکت ایستگاه فضایی بین‌المللی در مدار زمین بیش از ۲۷۶۰۰ کیلومتر بر ساعت است. در چنین سرعتی، انرژی جنبشی ذرات بسیار کوچک مانند یک قطعه فلز ریز یا حتی یک ذره ماسه بسیار بالا است، و می‌توانند در برخورد با فضانورد مثل گلوله تفنگ عمل کنند!
پس از آغاز راهپیمایی‌های فضایی، خطرات ناشی از برخورد پسماندهای بسیار کوچکی که می‌توانست به راحتی پوشش نازک و حساس لباس فضانوردان را پاره کند، معضل دیگری بود که آژانس‌های فضایی را به تحقیق و تفکر بیشتری واداشت. این موضوع در سال ۱۹۹۱، زمانی که دستکش یکی از فضانوردان شاتل فضایی آتلانتیس هنگام راهپیمایی و در اثر برخورد بسیار کوچکی پاره شد، اهمیت ویژه‌ای یافت.
با هر مأموریت فضایی جدید، پسماندهای فضایی بیشتری تولید می‌شود و ریسک برخورد قطعات ریز با فضانوردان هم افزایش می‌یابد. به این پدیده سندروم کسلر می‌گویند.

### مشکل شبیه‌سازی

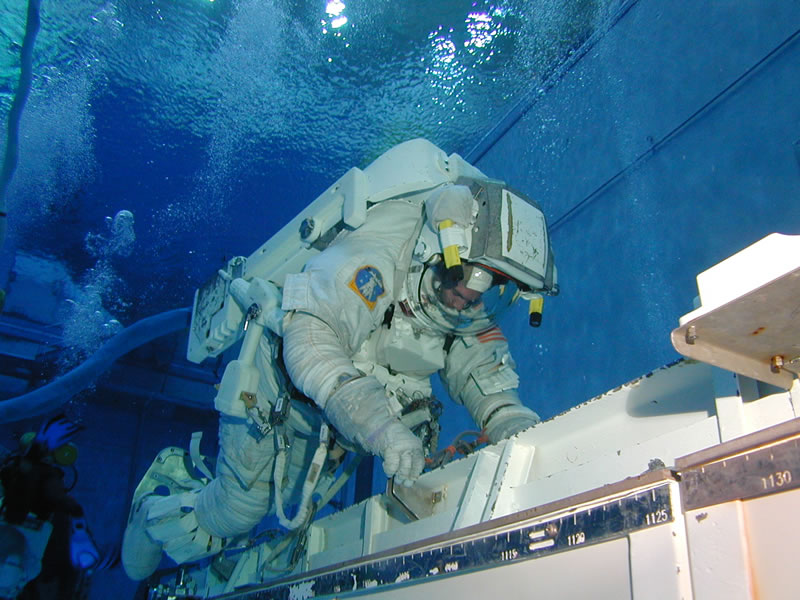
شبیه‌سازی راهپیمایی فضایی در زیر آب در شرایط «شناوری خنثی»

مشکل دیگر اینجاست که شرایط خلأ و بی‌وزنی راهپیمایی فضایی را نمی‌توان به خوبی در مراکز آموزش فضانوردی در زمین شبیه‌سازی کرد. این موضوع باعث می‌شود که فضانوردی که ساعت‌ها برای راهپیمایی فضایی خود تمرین کرده‌است، پس از خروج از فضاپیما با تجربه‌ای متفاوت مواجه شود و دچار ترس، تنش، یا فشار شدید روانی گردد.
برای مثال، فشار هوای درون لباس فضایی الکسی لئونوف در جریان نخستین راهپیمایی فضایی به‌طور پیش‌بینی‌نشده آنقدر بالا رفت که وی تقریباً توان حرکت دادن دست و پا و خم کردن مفصل‌های لباسش را از دست داد، و برای بازگشت به محفظه هوایی دچار مشکل جدی شد. خوشبختانه او در لباس فضایی‌اش اکسیژن خالص تنفس می‌کرد و با بازکردن شیر اطمینان موفق شد قسمتی از اکسیژن درون لباس را خارج کند و فشار لباس را به زیر ۲۸ کیلوپاسکال کاهش داده، به درون محفظه هوایی و سپس فضاپیمایش بازگردد.
شبیه‌سازی راهپیمایی فضایی معمولاً درون یک مخزن عظیم آب انجام می‌گیرد، و شرایط به‌گونه‌ای تنظیم می‌شود که فضانوردان حالت شناوری خنثی را تجربه کنند. «آزمایشگاه آب» در مرکز آموزش فضانوردان گاگارین در شهرک ستاره‌ها، و «آزمایشگاه شناوری خنثی» در پایگاه فضایی جانسون از این گونه مخازن آب برای آموزش و تمرین راهپیمایی فضایی بهره‌مند هستند.

### پنچری لباس فضایی
اگر در هنگام راهپیمایی فضایی، شکاف یا پنچری در لباس فضایی به وجود بیاید، امکان افت شدید فشار درون لباس و خفگی و مرگ سریع فضانورد در اثر کمبود اکسیژن (هیپوکسی) وجود دارد. تاکنون تنها یک فضانورد در هنگام راهپیمایی فضایی دچار پنچری لباس شده‌است که آن هم در طول مأموریت اس‌تی‌اس-۳۷ و پس از خروج وی از فضاپیمای آتلانتیس رخ داد. دستکش لباس فضایی او در هنگام کار به وسیلهٔ یک میلهٔ کوچک پنچر شد، اما به خاطر باقی ماندن میله در سوراخ، فشار هوای لباس کاهش نیافت و فضانورد به سلامت به درون آتلانتیس بازگشت.

### شکستن استخوان فضانوردان
در آزمایش‌های انجام شده معلوم شد که ریز جاذبه موجب افزایش شکنندگی استخوان و کاهش چگالی مواد غیر آلی استخوان‌ها می‌شود. محققین ژاپنی موفق به کشف معمای علت از بین رفتن چگالی مواد غیر آلی استخوان فضانوردان در مأموریت‌های فضایی شدند. در راستای حل این مسئله چالش‌برانگیز، محققین به پرورش ماهی آب شیرین در خارج از ایستگاه فضایی بین‌المللی به مدت ۵۶ روز کردند و متوجه شدند استخوان آرواره و دندان‌های ماهی تحت تأثیر نیروی ریز جاذبه قرار گرفت. همچنین در آزمایش‌های انجام شده معلوم شد که ریز جاذبه موجب افزایش شکنندگی استخوان و کاهش چگالی مواد غیر آلی استخوان‌ها می‌شود. بر پایه این آزمایش احتمالاً اثر ریز جاذبه بر روی چگالی استخوان، تغییراتی را در نیروی مکانیکی به وجود می‌آورد که تمام فعالیت فیزیکی را پایین می‌آورد و در نتیجه باعث شکنندگی استخوان‌ها می‌شود.

#### غلیان نیتروژن
یکی از مشکلات فضانوردان هنگام افت فشار لباس فضایی، غلیان گاز نیتروژن محلول در خون (ایجاد حباب) و درد شدید ناشی از آن است. غواصان حرفه‌ای نیز با این مشکل به خوبی آشنایند.
در حال حاضر برای جلوگیری از این مسئله، فضانوردی که قرار است راهپیمایی فضایی انجام دهد شب پیش از عملیات را در یک محفظهٔ هوایی می‌خوابد. فشار هوای درون محفظه ۷۰ کیلوپاسکال است که ۳۱ کیلوپاسکال از فشار هوای درون ایستگاه فضایی کمتر است. در طول شب، بدن فضانورد خود را با فشار پایین وفق می‌دهد و گاز نیتروژن از خون فضانورد خارج می‌شود. در صورت وقوع حادثه در طول عملیات و افت فشار درون لباس فضایی، نبود گاز نیتروژن در خون از درد شدیدی که معمولاً از غلیان گاز نیتروژن به وجود می‌آید جلوگیری می‌کند.

### دور شدن از فضاپیما

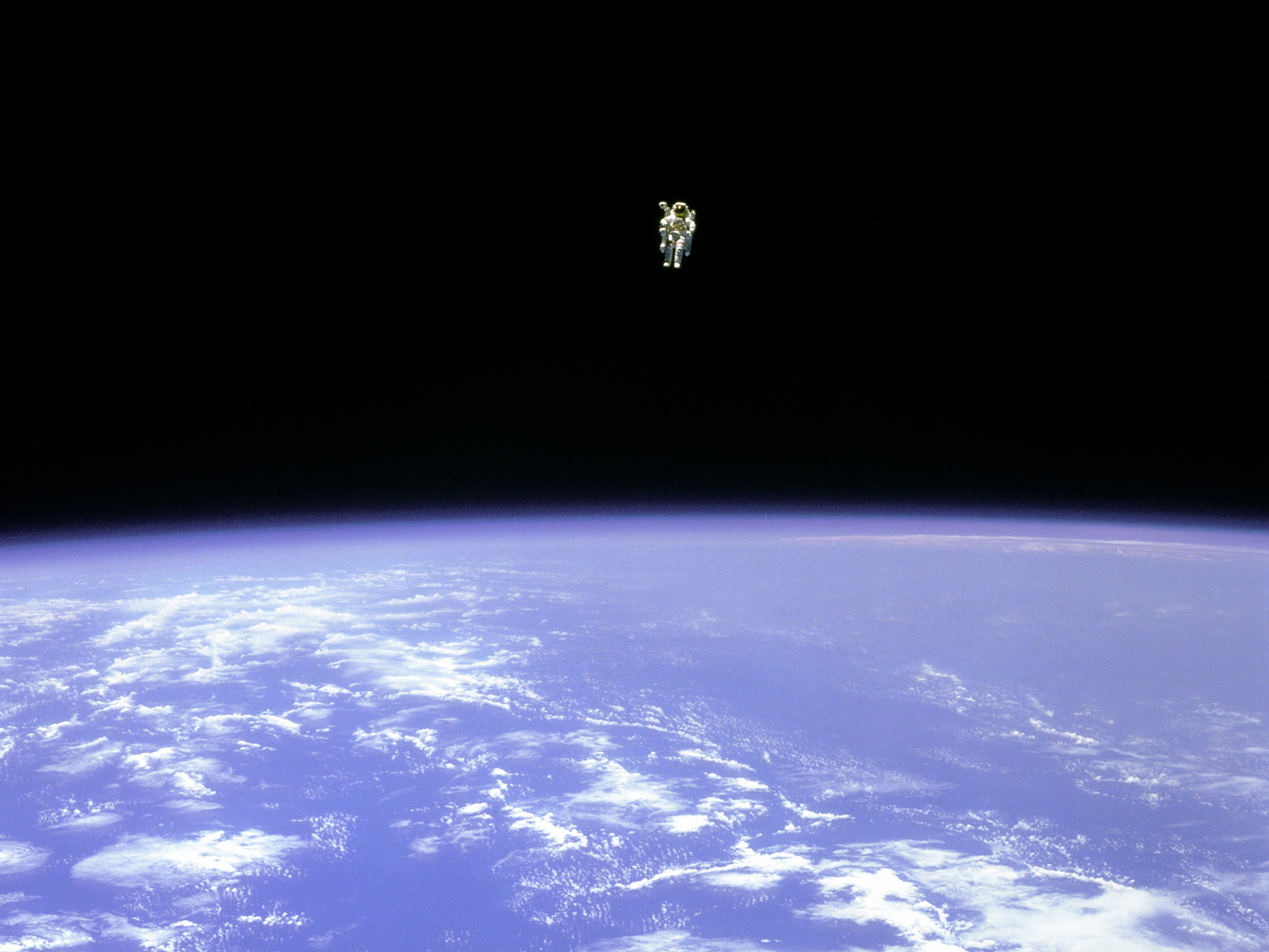
امکان کمک به فضانوردانی که در فاصله دور از فضاپیما دچار حادثه می‌شوند بسیار کم است.

فضانوردانی که هنگام راهپیمایی فضایی از کابل اطمینان استفاده نمی‌کنند، در معرض خطر دور شدن از فضاپیما هستند. در صورت وقوع چنین حادثه‌ای، امکان دسترسی و کمک‌رسانی به فضانورد بسیار کم است.

### روبات به جای انسان
تا کنون (سال ۲۰۰۸ میلادی)، هیچ حادثه مرگباری در هنگام راهپیمایی فضایی رخ نداده‌است. اما با توجه به ریسک‌های بالقوه‌ای که در این زمینه وجود دارد، استفاده از روباتهای کنترل از راه دور برای انجام کار در فضا گزینه‌ای پسندیده‌تر به نظر می‌رسد. دانشمندان در حال طراحی و آزمایش رباتهایی هستند که بتوان از آن‌ها به جای انسان در فضا استفاده کرد و نیاز به راهپیمایی فضایی را به حداقل رساند.

## بوی فضا
فضانوردانی که در پیاده‌روی‌های فضایی شرکت داشته‌اند، همیشه از بوی به شدت عجیب فضا سخن می‌گویند. این بو تنها زمانی قابل شناسایی بوده که فضانوردان درون محیط فضایی قرار می‌گرفتند چرا که درون لباس فضایی از یک بوی پلاستیک برخوردار است. اما در زمان ورود به ایستگاه فضایی بین‌المللی و برداشتن کلاه‌ها، آن‌ها یک بوی متمایز قوی از پوسته رویی لباس استنشاق می‌کردند که از لباس، کلاه، دستکش و ابزار آن‌ها استشمام می‌شد. ذرات مهاجر از خلأ نزدیک که احتمالاً اتم اکسیژن هستند، از عطر تند «استیک خشکیده»، «فلز داغ و گازهای جوشکاری» برخوردارند!
استیون پیرس، شیمیدان ناسا که برای بازسازی بوی فضا در زمین برای اهداف تمرینی فضانوردان استخدام شده، اظهار کرد که جنبه فلزی این بو احتمالاً از ارتعاشات پرانرژی یون‌ها ننشان گرفته‌است..
کوین فورد، فضانورد ناسا در سال ۲۰۰۹ از مدار گفت: این بو مانند چیزی است که تاکنون استنشاق نکرده‌ام اما هیچگاه از یاد نخواهم برد.
اما فضانوردان لزوماً از این بو ناراحت نمی‌شوند. دون پتیت، فضانورد ناسا پس از مأموریتی در سال ۲۰۰۳، آن را به این شکل توصیف کرد: توصیف این بو سخت است. مطمئناً معادل بویایی برای توصیف احساسات ذائقه در مواجهه با غذاهای جدید مانند «مزه شبیه به مرغ» نیست. بهترین توصیف برای این بو که من دریافت کرده‌ام، بوی فلز است، یک حس دلپذیر شیرین فلزی. این بو من را یاد تابستان‌های دانشجویی می‌اندازد که ساعات بسیاری را با یک مشعل کمان جوشکاری برای تعمیر تجهیزات سنگین می‌گذراندم. این بو مرا یاد گازهای جوشکاری می‌اندازد. این بوی فضا است.
بوی درون ایستگاه فضایی بین‌المللی بیشتر شبیه به زمین است. پتیت که اخیراً از دومین مأموریت شش‌ماهه خود در ایستگاه بازگشته، در گفتگو با سایت اسپیس اظهار کرد: ایستگاه فضایی از بویی میان یک «دستگاه-فروشگاه-موتور-اتاق-آزمایشگاه» برخوردار است و در زمانی که برای شام غذا درست کرده و یک کیسه خورشت را باز می‌کنید، می‌توان تا حدی بوی یک رست بیف را احساس کرد.